# Margaritopsis schuechiana
Margaritopsis schuechiana là một loài thực vật có hoa trong họ Thiến thảo. Loài này được (Müll.Arg.) C.M.Taylor mô tả khoa học đầu tiên năm 2005.